# Walter Burley Griffin
Walter Burley Griffin (Maywood, Illinois, 24 de novembre de 1876 - Lucknow, Índia, 13 de febrer de 1937) va ser un arquitecte, dissenyador de paisatges i planificador urbà estatunidenc, el treball més ambiciós del qual és la capital australiana, Canberra i les ciutats de Griffith i Leeton de Nova Gal·les del Sud. La seva carrera professional va abastar gairebé quaranta anys: els primers anys com a jove arquitecte a principis del segle xx a Chicago (1899-1914), els següents vint anys a Austràlia (1914-1935) i els dos últims anys a l'Índia (1935-1937) abans de la seva mort als 59 anys.
Influenciat per la Prairie School de Chicago, Griffin va desenvolupar un estil modern únic. Va treballar en col·laboració amb la seva dona Marion Mahony Griffin. En 28 anys van dissenyar més de 350 edificis, projectes de disseny paisatgístic i urbà, així com dissenyant materials de construcció, interiors, mobles i altres articles per a la llar.

## Biografia
Griffin va néixer el 1876 a Maywood, Illinois, un suburbi de Chicago. Va ser el més gran dels quatre fills de George Walter Griffin, un agent d'assegurances, i Estelle Burley Griffin. La seva família es va traslladar a Oak Park i més tard a Elmhurst. Quan era nen, tenia interès pel disseny del paisatge i la jardineria, i els seus pares li van permetre enjardinar el pati de la seva nova casa a Elmhurst. Griffin va anar a Oak Park High School. Va considerar estudiar disseny del paisatge, però el paisatgista OC Simonds li va aconsellar que busqués una professió més lucrativa.
Griffin va optar per estudiar arquitectura i, el 1899, va completar la seva llicenciatura en arquitectura a la Universitat d'Illinois a Urbana-Champaign. El programa de la Universitat d'Illinois va ser dirigit per Nathan Clifford Ricker, un arquitecte d'educació alemanya, que va posar èmfasi en els aspectes tècnics de l'arquitectura. Durant els seus estudis, també va fer cursos d'horticultura i silvicultura.

### Carrera a Chicago
Després dels seus estudis, Griffin es va traslladar a Chicago i va ser contractat com a dibuixant durant dos anys a les oficines dels arquitectes progressistes Dwight H. Perkins, Robert C. Spencer, Jr. i H. Webster Tomlinson a «Steinway Hall». Els empresaris de Griffin treballaven amb l'estil característic de la Prairie School. Aquest estil està marcat per línies horitzontals, cobertes planes amb ràfecs amplis, construcció sòlida, artesania i una estricta disciplina en l'ús de l'ornamentació. Louis Sullivan va ser influent entre els arquitectes de la Prairie School i Griffin va ser un admirador de la seva obra i de la seva filosofia de l'arquitectura que subratllava que el disseny hauria d'estar lliure de precedents històrics. Altres arquitectes d'aquesta escola són George Grant Elmslie, George Washington Maher, William Gray Purcell, William Drummond i el més important, Frank Lloyd Wright.
El juliol de 1901, Griffin va aprovar el nou examen de llicència d'arquitectes d'Illinois i això li va permetre entrar a la pràctica privada com a arquitecte. Va començar a treballar als estudis famosos d'Oak Park, Illinois, de Frank Lloyd Wright. Tot i que maig no es va fer soci, Griffin va supervisar la construcció de moltes de les cases destacades de Wright, inclosa la Willits House el 1902 i l’edifici d'administració Larkin construït el 1904. A partir de 1905 també va començar a subministrar plànols de paisatge per als edificis de Wright. Wright va permetre que Griffin i el seu altre personal fessin petites comissions pròpies. La casa William Emery, construïda a Elmhurst, Illinois, el 1903, va ser una comissió d'aquest tipus. Mentre treballava per a Wright, Griffin es va enamorar de la germana del Sr. Wright, Maginel Wright. Li va proposar matrimoni, però el seu afecte per ella no va ser retornat, i ella es va negar.
El 1906, va renunciar a la seva posició a l'estudi de Wright i va establir el seu propi estudi a Steinway Hall. Griffin i Wright havien trencat pels esdeveniments posteriors al viatge de Wright al Japó el 1905. Mentre Wright va estar fora durant cinc mesos, Griffin va dirigir l'estudi. Quan Wright va tornar, li va dir a Griffin que havia superat les seves responsabilitats, completant diverses de les feines de Wright i, de vegades, substituint els seus propis dissenys d'edificis. A més, Wright havia manllevat diners a Griffin per pagar els seus viatges a l'estranger, i després va intentar pagar els seus deutes amb Griffin amb impressions que havia adquirit al Japó. Aleshores, a Griffin li va quedar clar que Wright no el convertiria en soci del seu negoci.
El primer treball independent de Griffin va ser un disseny de paisatge per a l'Escola Normal Estatal de Charleston, Illinois, ara coneguda com la Universitat d'Illinois Oriental. A la tardor de 1906, va rebre el seu primer treball residencial d'en Harry Peters. La casa de Peters va ser la primera casa dissenyada amb una planta oberta o en forma de L. La forma de L era un disseny econòmic i de fàcil construcció. De 1907 a 1914, es van construir diverses cases dissenyades per Griffin a l'extrem sud-oest de Chicago als barris de Beverly i Morgan Park de la ciutat. El 1981, la ciutat de Chicago va concedir l'estatus de referència a 13 d'aquests bungalows d'estil Prairie a Beverly al llarg de la quadra 1700 de West 104th Place, 12 illes de Longwood Drive entre els carrers West 98th i 110th i tres illes de Seeley Avenue. Amb set d'aquestes cases situades al West 104th Place, que inclou la concentració més gran de cases originals d'estil Prairie construïdes a Chicago, el carrer que transcorre entre l'avinguda Hale a l'oest i l'avinguda Prospect a l'est va ser designat com a districte històric de Griffin Place i comprèn una part del districte històric més gran de Ridge.
El 1911, Griffin va desenvolupar la casa «Solid Rock» per a William F. Tempel a Winnetka, Illinois. Va ser la primera casa construïda per Griffin en el seu estil madur i de formigó armat.

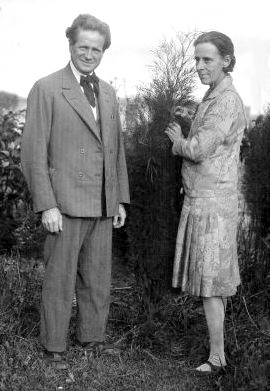
Walter Burley Griffin i Marion Mahony Griffin a Castlecrag, Sydney el 27 de juliol de 1930

El 29 de juny de 1911, Griffin es va casar amb Marion Mahony Griffin, llicenciada en arquitectura de l'Institut Tecnològic de Massachusetts. Va ser contractada primer a l'oficina de Wright, i després per Hermann V. von Holst, que s'havia fet càrrec del treball de Wright a Amèrica quan Wright va marxar a Europa el 1909. Marion Mahony va recomanar a von Holst que contractés a Griffin per desenvolupar un pla de paisatge per a l'àrea que envoltava les tres cases de Millikin Place per a les quals Wright havia estat contractat a Decatur, Illinois. Mahony i Griffin van treballar estretament en el projecte Decatur immediatament abans del seu matrimoni.
Després del seu matrimoni, Mahony va anar a treballar a l'oficina de Griffin. Una promoció d'habitatges amb diverses cases dissenyades per Griffin i Mahony, Rock Crest – Rock Glen a Mason City, Iowa, es considera el desenvolupament de disseny estatunidenc més espectacular de la dècada i segueix sent la col·lecció més gran de cases d'estil Prairie que envolten un entorn natural.
De 1899 a 1914, Griffin va crear més de 130 dissenys a la seva oficina de Chicago per a edificis, plans urbans i paisatges; la meitat d'aquests es van construir als estats del mig oest d'Illinois, Iowa, Michigan i Wisconsin.
La relació entre Griffin i Frank Lloyd Wright es va refredar en els anys posteriors a la sortida de Griffin de l'empresa de Wright el 1906. Amb el casament de Walter i Marion, Wright va començar a sentir que estaven «en contra d'ell». Després de la victòria dels Griffins al concurs de disseny de Canberra, i la cobertura resultant de primera plana a The New York Times, Wright i Griffin no es van parlar maig més. En anys posteriors, sempre que Griffin sortia en una conversa, Wright minimitzava els seus èxits i es referia a ell com a dibuixant.

## Canberra

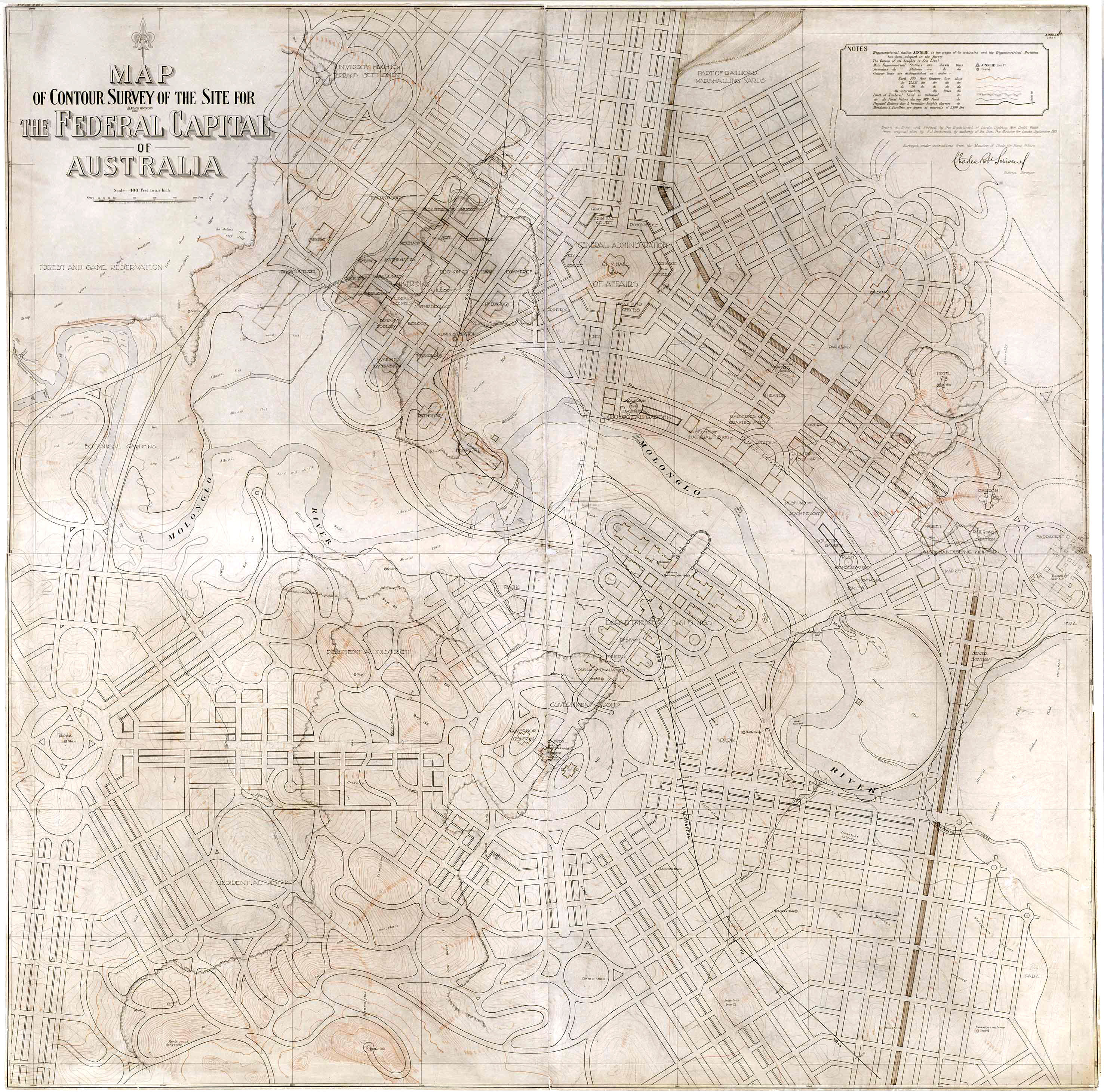
Enquesta de contorn de Griffin per a Canberra

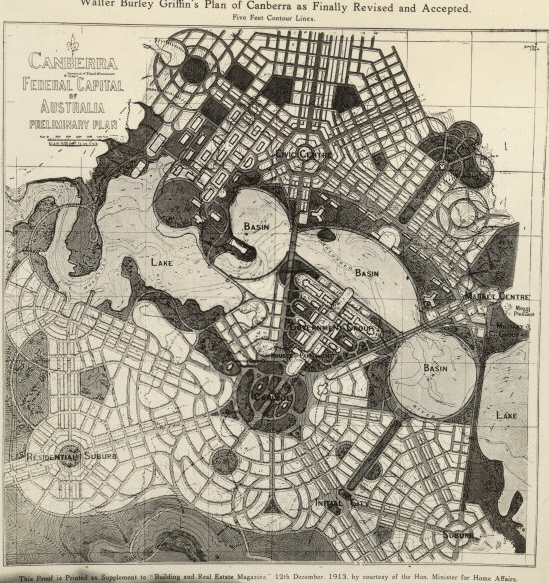
Pla definitiu acceptat per a Canberra

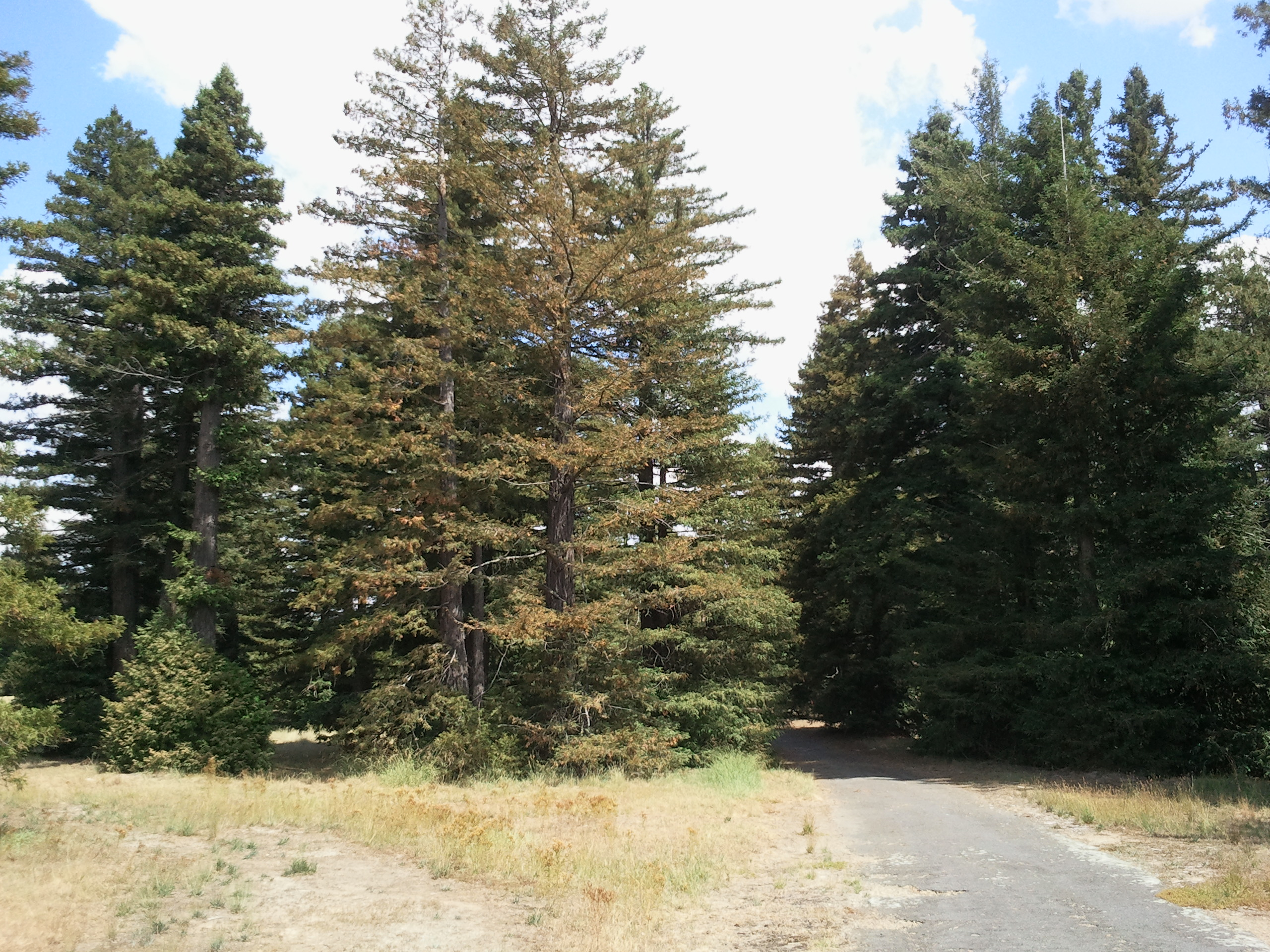
Bosc de Redwood (Sequoia costanera i Sequoia gegant), plantades l'any 1918, Pialligo Avenue, Canberra.

L'abril de 1911, el govern de la Commonwealth d'Austràlia va celebrar un concurs internacional per un disseny per a la seva nova capital federal, encara sense nom. Griffin va crear un disseny amb representacions impressionants del pla de la seva nova dona. Van parlar per primera vegada de la competició al juliol, mentre estaven de lluna de mel, i van treballar febrilment per preparar els plans. El 23 de maig de 1912, el disseny de Griffin va ser seleccionat com a guanyador d'entre 137 candidats. Això va generar una important cobertura de premsa en aquell moment i li va portar un reconeixement professional i públic. Del seu pla, va comentar famosament:
| « | He planejat una ciutat que no és com cap altra del món. Ho he planificat no d'una manera que esperava que cap autoritat governamental del món acceptés. He planejat una ciutat ideal, una ciutat que compleixi el meu ideal de la ciutat del futur. | » |

El 1913, Griffin va ser convidat pel govern de la Commonwealth a Austràlia per inspeccionar el lloc, ara anomenat Canberra. Va deixar Mahony Griffin a càrrec de l'oficina i va viatjar a Austràlia al juliol. Les seves cartes revelen el seu agraïment pel paisatge australià. Els Griffin es van unir a la Societat de Naturalistes de Nova Gal·les del Sud el 1914, on van gaudir de passejades organitzades per boscos i estudis de camp. La societat els va facilitar el contacte amb la comunitat científica australiana, especialment els botànics. Aquesta apreciació per la flora australiana es va reflectir en el pla urbanístic de Griffin de 1914 per a la ciutat de Leeton a l’àrea de regadiu de Murrumbidgee de Nova Gal·les del Sud, i més tard en un disseny per al Newman College de la Universitat de Melbourne. També va utilitzar noms botànics de la flora australiana com a topònims per als suburbis i carrers de Canberra, com ara Grevillea Park, Telopea Park, Clienthus Circle i Blandfordia.
A Griffin se li va oferir el càrrec de cap del departament d'arquitectura de la Universitat d'Illinois. Al mateix temps, estava negociant un contracte de tres anys amb el govern de la Commonwealth per romandre a Austràlia i supervisar l'execució del seu pla, que considerava que ja havia estat contractat. L'octubre de 1913 va ser nomenat Director de Disseny i Construcció de la Capital Federal. En aquest paper, Griffin va supervisar el disseny del nord i el sud de Canberra, tot i que va lluitar amb considerables obstacles polítics i burocràtics. El maig de 1914, ell i la seva dona van marxar d'Amèrica cap a Austràlia juntament amb els arquitectes Roy Lippincott i George Elgh.
Amb l'esclat de la Primera Guerra Mundial el 1914, Griffin estava sota pressió per reduir l'abast i l'escala dels seus plans a causa que el govern va desviar fons cap a l'esforç de guerra. Diverses parts del seu disseny bàsic van patir canvis. Es van eliminar els plans per crear les avingudes Westbourne, Southbourne i Eastbourne per complementar l'avinguda Northbourne de Canberra, així com una proposta de ferrocarril que connectés el sud de Canberra amb el nord de Canberra, i fins a Yass, a 55 km de distància. Una àrea de mercat que hauria estat a Russell Hill al nord de Canberra es va traslladar al sud fins al que ara és Fyshwick, al costat de South Canberra.
El ritme de construcció va ser més lent del que s'esperava, en part per la manca de fons i en part per la contínua disputa entre Griffin i els buròcrates del govern de la Commonwealth. Moltes de les idees de disseny de Griffin van ser atacades tant per la professió arquitectònica com per la premsa. El 1917, una Comissió Reial va determinar que havien minat l'autoritat de Griffin en proporcionar-li dades falses que havia utilitzat per dur a terme la seva feina. Finalment, Griffin va renunciar al projecte de disseny de Canberra el desembre de 1920 quan va descobrir que uns quants d'aquests buròcrates havien estat designats per a una agència que supervisaria la construcció de Canberra. El govern de la Commonwealth sota el lideratge del primer ministre Hughes havia destituït a Griffin com a director de Disseny i Construcció després de desacords sobre la seva funció de supervisió, i el 1921 va crear el Comitè Assessor de Capital Federal, amb John Sulman com a president. A Griffin se li va oferir ser membre, però es va negar i es va retirar de més activitats a Canberra.
Griffin va dissenyar uns quants edificis per a Canberra, cap dels quals es va construir. La tomba de General Bridges on Mount Pleasant va ser l'única estructura permanent dissenyada per ell per ser construïda a Canberra.
A part del disseny de la ciutat, el llegat més longeu de Griffin és la plantació d'arbres Redwood (Sequoia costanera i Sequoia gegant), ara coneguda com a Pialligo Redwood Forest, que ell i l'arborista Thomas Charles Weston van plantar el 1918. Es troba a l'avinguda Pialligo entre Canberra i Queanbeyan, a 2,8 km a l'est de l'aeroport de Canberra.

## Carrera posterior

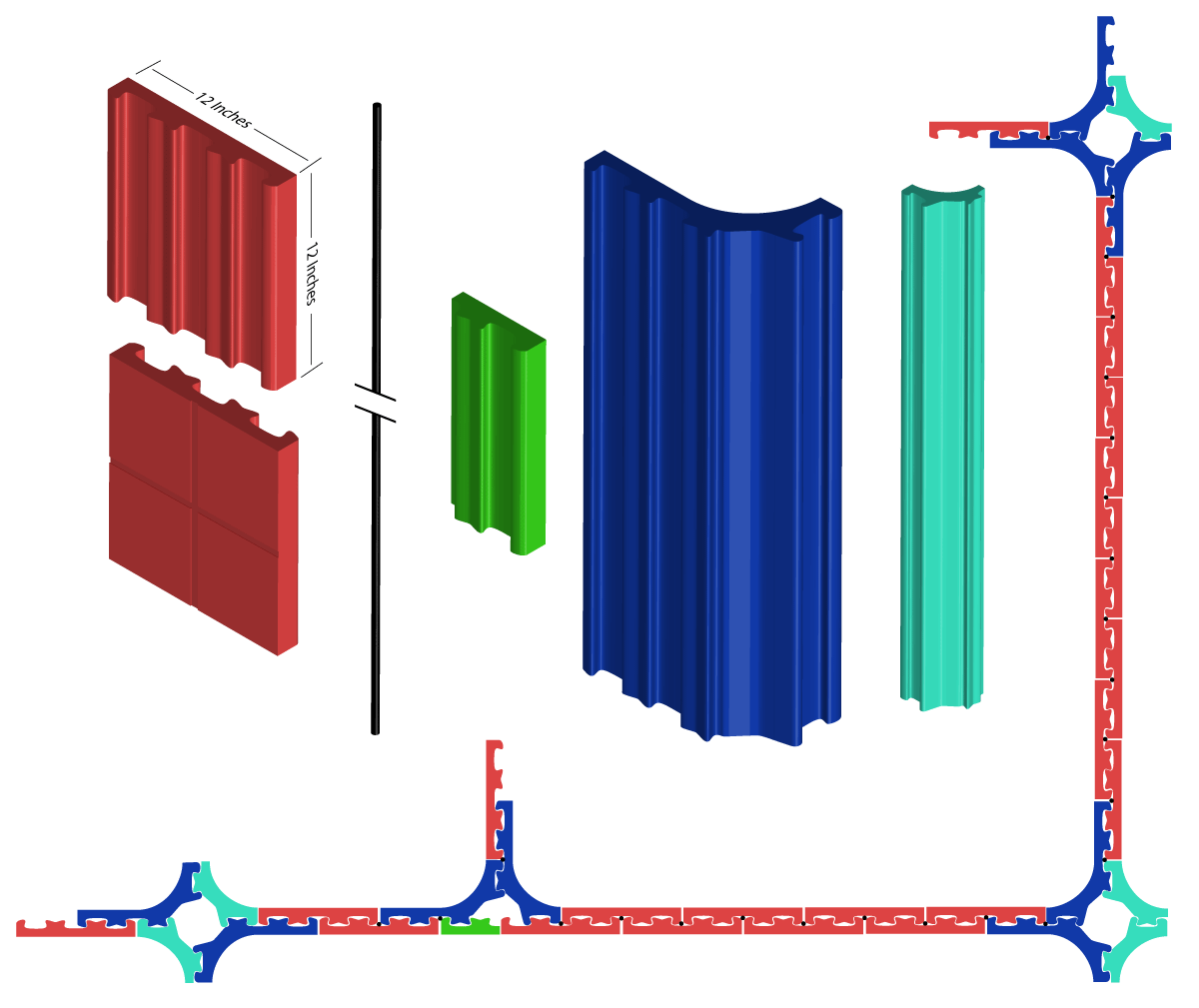
El sistema de construcció Knitlock dissenyat per Griffin.

L'oficina dels Griffin a Chicago va tancar el 1917; tanmateix, van tenir feines exitoses a Melbourne i Sydney, que van ser una gran motivació per continuar vivint a Austràlia. Els Griffin havien rebut encàrrecs per treballar fora de Canberra des que Walter va arribar al país per primera vegada el 1913, dissenyant plànols urbanístics, subdivisions i un dels seus edificis molt apreciats, el Newman College, el col·legi residencial catòlic de la Universitat de Melbourne mentre treballava a Canberra. Mentre supervisava les activitats a Canberra, Griffin va passar molt de temps a Melbourne i, el 1918, es va convertir, amb Royden Powell, en el fundador del Henry George Club, una organització dedicada a proporcionar una llar al moviment de l’impost únic. El primer gran encàrrec dels Griffin després de deixar Canberra va ser el Teatre Capitol de Melbourne; es va inaugurar el 7 de novembre de 1924. El 1964, l'escriptor arquitectònic Robin Boyd va descriure el Capitoli com «el millor cinema que s'ha construït maig o és probable que es construeixi».
El 1916 i el 1917, Griffin va desenvolupar un sistema de construcció de formigó modular patentat conegut com a «Knitlock» per utilitzar-lo en la construcció de Canberra. No es va construir mai cap edifici de Knitlock a Canberra, tot i que uns quants es van construir a Austràlia. Els primers es van construir a la propietat de Griffin a Frankston el 1922, on va construir dues cases de vacances anomenades «Gumnuts». Els millors exemples de Knitlock són la S.R. Salter House a Toorak i la Paling House. Frank Lloyd Wright va dissenyar un sistema similar i va utilitzar el disseny de Griffin per donar suport als arguments del seu disseny.

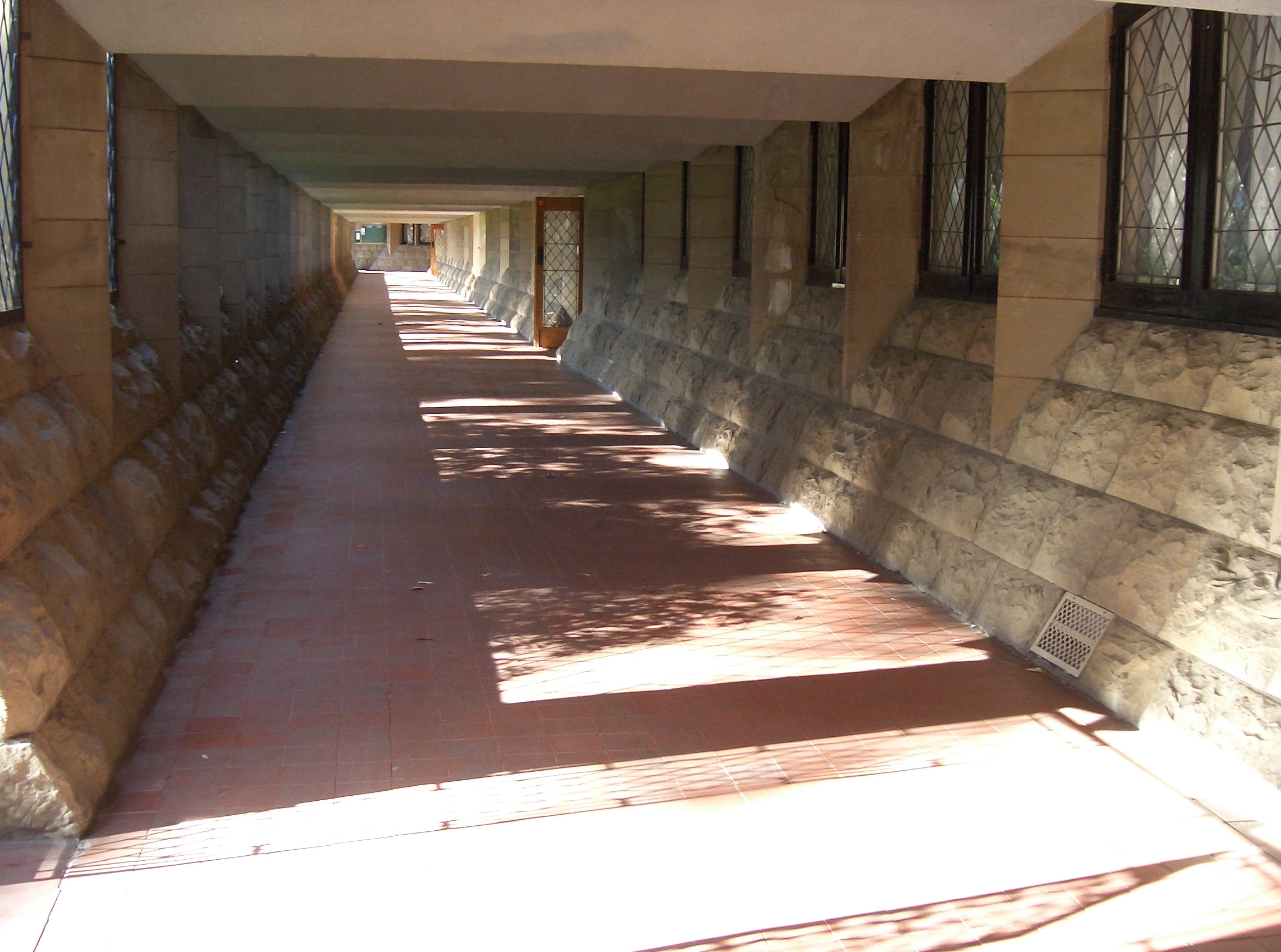
Passeig Mannix Wing al Newman College, Universitat de Melbourne

El 1919, els Griffin van fundar la Greater Sydney Development Association (GSDA) i el 1921 van comprar 259 ha de terra al nord de Sydney. L'objectiu de la GSDA era el desenvolupament d'una comunitat idíl·lica amb una sensació arquitectònica consistent i un entorn de boscos. Walter Burley Griffin com a director gerent de la GSDA va dissenyar tots els edificis construïts a la zona fins al 1935. Castlecrag va ser el primer suburbi desenvolupat per la GSDA. La Redding House i diverses altres a Castelcrag també es van construir a Knitlock. Gairebé totes les cases que Griffin va dissenyar a Castlecrag eren petites i tenien sostres plans, i va incloure un pati interior en moltes d'elles. Griffin va utilitzar el que era en aquell moment el concepte nou d'incloure matolls autòctons en aquests dissenys. Va arribar a ser conegut com «El mag de Castlecrag».
Un altre treball que van fer els Griffin durant aquest temps va incloure les subdivisions de Melbourne de Glenard (on els Griffin van construir la seva pròpia casa Knitlock «Pholiota») i Mount Eagle a Eaglemont, i la finca Ranelagh a Mount Eliza Victoria el 1924. La finca de Ranelagh va ser inclosa al registre del patrimoni estatal de Victoria (H01605) l'any 2005 com un exemple significatiu de finca rural. Abans de 1920, els Griffin també van dissenyar les ciutats de Leeton i Griffith de Nova Gal·les del Sud. Griffin i l'arquitecte J Burcham Clamp van dissenyar una gran tomba construïda al cementiri de Waverley, Sydney, entre 1914 i 1916 per a James Stuart, que encara és un bon exemple del sentit de «monumentalitat a escala humana» de Griffin.
Els Griffins van participar en la celebrada Chicago Tribune Tower Competition el 1922. Després d'haver guanyat un concurs internacional, com a arquitectes que coneixien molt bé Chicago i reconeguts com a visionaris pràctics, van oferir una solució positiva, avançada i elegant. De fet, la seva entrada sembla haver estat una dècada avançada a la seva època, amb una verticalitat emfàtica en la línia de l'Art déco o Art Modernista. Preveia, i hauria estat un veí proper del Chicago's 333 North Michigan per Holabird &amp; Roche (1928); amb ressons estilístics a Bullocks Wilshire de John i Donald Parkinson, a Los Angeles (1929), així com a Boston Avenue Methodist Church, Tulsa (1929), d'Adah Robinson i Bruce Goff.

### Incineradores

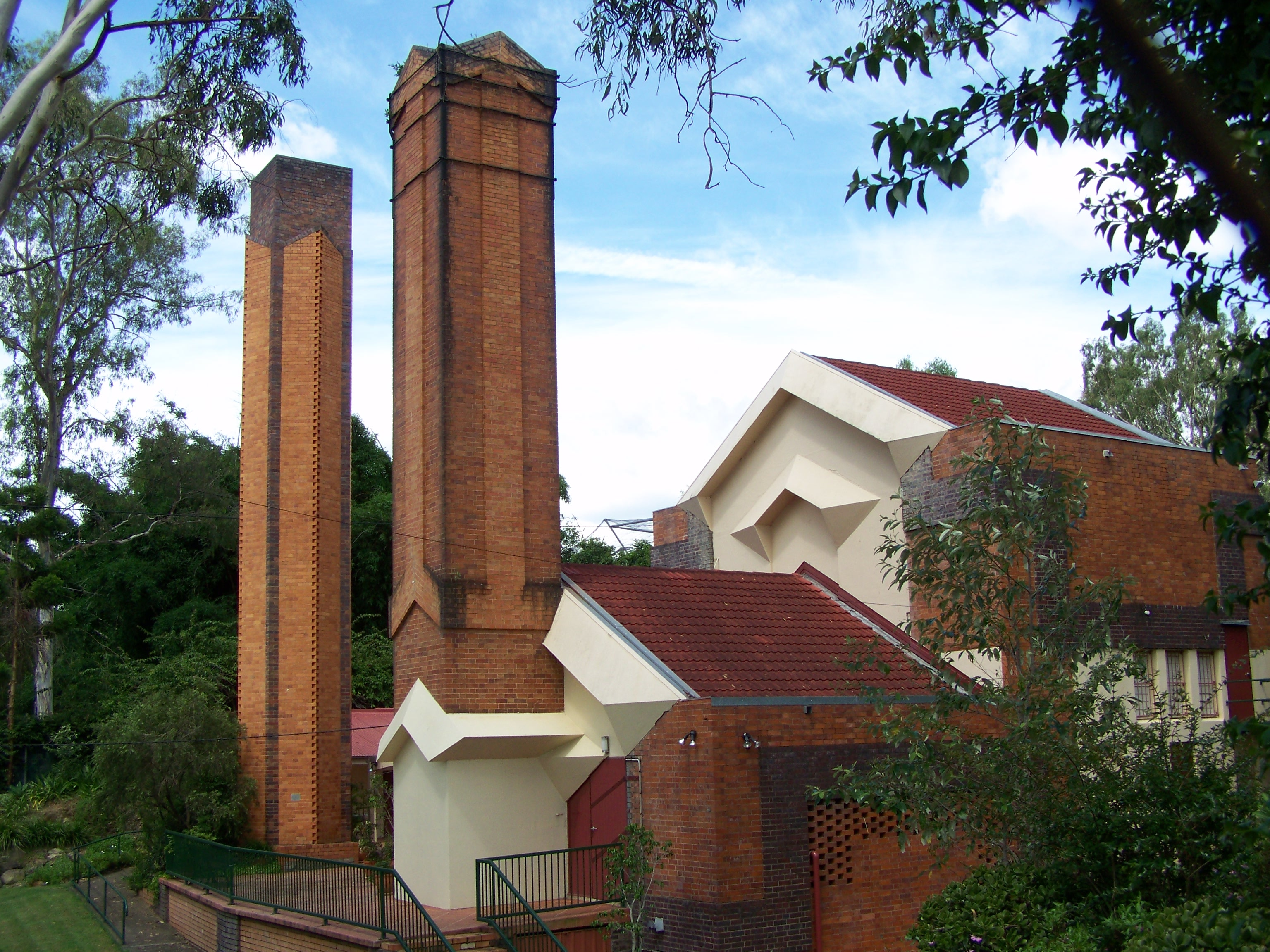
Incinerador Walter Burley Griffin, Ipswich, Queensland

Durant les dificultats financeres de la Gran Depressió la dècada de 1930, Griffin va dissenyar incineradores, col·laborant amb la Reverberatory Incinerator and Engineering Company (RIECo), juntament amb el seu amic i soci comercial, Eric Nicholls. va ser responsable de dotze incineradores dissenyades entre 1930 i 1938, de les quals set encara sobreviuen.
Estan localitzades a:
- Willoughby, Nova Gal·les del Sud
- Glebe, Nova Gal·les del Sud
- Ipswich, Queensland
- Essendon, Victòria
- Hindmarsh, Austràlia Meridional
- Thebarton, Austràlia Meridional
- Canberra, Territori de la Capital Australiana

La incineradora de Willoughby és un bon exemple d'aquest treball. Ha estat catalogat pel National Trust of Australia i el Royal Australian Institute of Architects com a edifici d'importància. El 1999 va ser inclòs al Registre del Patrimoni Estatal de Nova Gal·les del Sud. Des d'aleshores, el Consell de Willoughby l'ha restaurat i convertit a un ús comercial.
L’incineradora Walter Burley Griffin, Ipswich, Queensland, figura al registre del patrimoni de Queensland i s'ha convertit en un teatre. Un altre incineradora va ser construïda al suburbi de Pyrmont, no gaire lluny del centre de Sydney. Aquesta incineradora va ser considerada com a patrimoni, però va ser enderrocada l'any 1992 perquè estava en mal estat.

## Índia
Durant el seu temps a la GSDA, els Griffin es van implicar més en l'antroposofia, i el 1935 a través de contactes en el moviment Griffin va guanyar una comissió per dissenyar la biblioteca a la Universitat de Lucknow a Lucknow, Índia.
Tot i que havia planejat quedar-se a l'Índia només per completar els dibuixos per a la biblioteca, aviat va rebre més de 40 encàrrecs, inclòs l'edifici del Sindicat d'Estudiants de la Universitat de Lucknow; un museu i una biblioteca per al rajà de Mahmudabad; un zenana (quartiers de dones) per al rajà de Jahangirabad; Edifici Pioneer Press, un banc, oficines municipals, moltes cases particulars i un monument al rei Jordi V. També va guanyar la responsabilitat total del disseny de l'Exposició d'Indústria i Agricultura de les Províncies Unides de 1936–1937. Els seus 53 projectes per als 0,65 km² presentava un estadi, una arena, una mesquita, una hussainia, una galeria d'art, un restaurant, un basar, pavellons, rotondes, arcades i torres, tanmateix, només una part dels seus elaborats plans es van executar completament.
Griffin es va inspirar en l'arquitectura i la cultura de l'Índia, modificant les formes, ja que "va tractar de crear una arquitectura índia moderna"... Griffin va ser capaç d'ampliar el seu vocabulari estètic per crear una arquitectura exuberant i expressiva que reflectís tant el "segell del lloc" com l'"esperit dels temps"". Mentre estava a l'Índia, Griffin també va publicar nombrosos articles per al Pioneer, escrivint sobre arquitectura, en particular sobre millores en el disseny de la ventilació. Marion es va unir a Walter a Lucknow l'abril de 1936 per col·laborar en uns quants projectes.

### Mort i enterrament a l'Índia
Griffin va morir de peritonitis a principis de 1937, cinc dies després de la cirurgia de la vesícula biliar a l'Hospital King George, Lucknow, a la ciutat de Lucknow a l'estat d'Uttar Pradesh, Índia, i va ser enterrat al cementiri cristià de Lucknow. Marion Mahony Griffin va supervisar la finalització de l'edifici Pioneer en el qual havia estat treballant en el moment de la seva mort. Va tancar les seves oficines a l'Índia, després va deixar la seva pràctica australiana en mans del soci de Griffin, Eric Milton Nicholls, i va tornar a Chicago.

## Llegat
Griffin va ser molt poc apreciat durant la seva estada a Austràlia, però des de la seva mort el reconeixement del seu treball ha crescut constantment. L'any 1964, quan el llac central de Canberra es va omplir, tal com havia pretès Griffin, el primer ministre Robert Menzies va rebutjar que el llac es pogués nomenar amb ell mateix. En canvi, el va anomenar Lake Burley Griffin, convertint-lo en el primer "monument" de Canberra dedicat al dissenyador de la ciutat ("Burley" es va incloure en el nom a causa de la idea errònia, que ha continuat, que formava part del cognom de Griffin). Una carretera porta el nom de Walter Burley Griffin és una carretera Burley Griffin Way de 276 km de llarg que enllaça entre Griffith, Temora i la carretera de Hume a l'oest de Bowning 10. km al nord-oest de Yass.
Els dibuixos arquitectònics i altres materials d'arxiu dels Griffin i sobre ells estan en poder de nombroses institucions dels Estats Units, inclòs el Departament de Dibuixos i Arxius de la Biblioteca d'Arquitectura i Belles Arts d'Avery a la Universitat de Colúmbia; la Block Gallery de la Universitat Northwestern; les biblioteques Ryerson & Burnham de l’Institut d'Art de Chicagoo; i la New York Historical Society, així com en uns quants dipòsits a Austràlia, com ara la National Library of Australia, National Archives of Australia i els Newman College Archives de la Universitat de Melbourne. En el centenari del treball de disseny dels Griffins per a Canberra, uns quants creuen que se'ls deu un monument permanent.

## Cita
"Sóc el que es pot anomenar un naturalista en arquitectura. No crec en cap escola d'arquitectura. Crec en l'arquitectura que és el resultat lògic de l'entorn en el qual s'ha d'ubicar l'edifici al cap" Del New York Times, diumenge 2 de juny de 1912

## Obres principals

### Índia
- Biblioteca de la Universitat de Lucknow, a la ciutat de Lucknow a l'estat d'Uttar Pradesh a l'Índia
- La residència del Dr Bhatia, encara existent a la ciutat de Lucknow a l'estat d’Uttar Pradesh a l'Índia

### Estats Units
- GB Cooley House, 1908 South Grand St., Monroe, Louisiana
- Alfred W. Hebert House Remodeling, 1902, Evanston, Illinois
- WH Emery House, 1903, Elmhurst, Illinois
- Casa Adolph Mueller, 1906
- John Dickinson House (part del celler Eden Rift Estate Winery), 10034 Cienega Road Hollister, Califòrnia 1906
- Apartament Mary H. Bovee, 1907
- John Gauler House, 5917-5921 N. Magnolia Ave., Chicago, Illinois, 1908
- William S. Orth House, 1908, Winnetka, Illinois
- Casa Edmund C. Garrity, 1909
- Ralph Griffin House, 1909, Edwardsville, Illinois
- Edmund C. Garrity House, 1712 W. 104th Place, Chicago, Illinois, 1909
- William B. Sloan House, 1910
- Frank N. Olmstead House, 1624 W. 100th Place, Chicago, Illinois, 1910
- Casa Harry N. Tolles, 10561 S. Longwood Drive, Chicago, Illinois, 1911
- Casa Harry G. Van Nostrand, 1666 W. 104th Place, Chicago, Illinois, 1911
- Russell L. Blount House I, 1724 W. 104th Place, Chicago, Illinois, 1911
- Benjamin J. i Mabel T. Ricker House, 1510 Broad Street, Grinnell, Iowa, 1911-1912
- Joshua Melson House, 1912, Mason City, Iowa
- Russel L. Blount House II, 1950 W. 102nd Street, Chicago, Illinois, 1912–1913
- Jenkinson House, 1727 W. 104th Place, Chicago, Illinois, 1912–1913
- Walter D. Salmon House, 1736 W. 104th Place, Chicago, Illinois, 1912–1913
- Newland House, 1737 W. 104th Place, Chicago, Illinois, 1913
- Ida E. Williams House, W. 104th Place, Chicago, Illinois (basat en els plànols Von Nostrand, construït per Blount), 1913
- William R. Hornbaker House, 1710 W. 104th Place, Chicago, Illinois, (basat en els plànols de Von Nostrand, construïts per Blount), 1914
- James Frederic Clarke House, 1731 W. 104th Place, Chicago, Illinois, (basat en els plànols Von Nostrand, construïts per Blount), 1913
- Casa Harry C. Furneaux, 1741 W. 104th Place, Chicago, Illinois, (basat en els plànols de Salmon House, construït per Blount), 1913
- James Blyth House, Mason City, Iowa
- Stinson Memorial Library, Anna, Illinois

### Austràlia
- Plànol de Canberra, 1914–1920
- Plànol de la ciutat de Leeton, 1914
- Plànol de la ciutat de Griffith, 1914
- Plànol de la ciutat d'Eaglemont, 1915
- Teatre de París, Sydney, 1915 (demolit el 1981)
- Newman College, Universitat de Melbourne, 1916–1918
- Café Australia, Melbourne, 1916
- Pholiota, a Eaglemont, Victòria 1920[33]
- Teatre Capitol, Melbourne 1924
- Palais de danse, St Kilda 1925 (destruït per un incendi)
- Leonard House, Elizabeth Street Melbourne 1925 (demolida)
- Ranealgh Estate, Mount Eliza, Victoria, plànol de la ciutat, 1924
- Langi Flats, Toorak 1925-26
- Castlecrag, pla de suburbi, 1925
- Fishwick House, acabada el 1929
- Llac Daylesford, acabat el 1929
- Castle Cove, pla de suburbi, 1930
- Incinerador Willoughby, acabat el 1932
- Duncan House (Castlecrag), acabada el 1934
- Eric Pratten House, a Pymble, Sydney, acabada el 1936
- Incinerador Hindmarsh, Austràlia Meridional, acabat el 1936[34]
- Incinerador de Pyrmont, acabat el 1936 (demolit el 1992)
- Thebarton Incinerator, Austràlia Meridional, acabat el 1937[35]
- Incinerador Walter Burley Griffin, Ipswich, acabat el 1992